# Orenci i Paciència d'Osca
Orenci i Paciència (Osca, mitjan segle III) van ésser dos hispanoromans cristians, pares dels sants Llorenç d'Osca i, menys probablement, Orenci d'Aush. Són venerats com a sants per l'Església catòlica.

## Historicitat
La seva història és tardana i potser forma part d'un conjunt de tradicions llegendàries, de difícil comprovació, teixides al voltant de la figura de Sant Llorenç màrtir. El primer document on consten és una butlla de Climent VII, de 1387, que concedeix indulgència a qui pregui al santuari de Loreto, on són enterrats.
És probable que poguessin ésser pares de Llorenç, la historicitat del qual ha estat comprovada. No obstant això, la datació d'Orenci d'Aush, que va viure al segle v, no concorda amb aquests i probablement es tracta d'un afegit posterior, potser basat en la coincidència de noms del pare i el bisbe d'Aush.

## Biografia
Orenci era un llaurador benestant d'Osca, que es va casar amb una dama rica de la ciutat, Paciència. Van viure prop d'Osca a una granja a Loreto, on avui hi ha el santuari de Nuestro Señora de Loreto. Vivien amb austeritat, destinant la seva fortuna a la caritat i la beneficència. Van tenir dos fills bessons, Llorenç i Orenci, que arribarien a ésser canonitzats. El papa Sixt II, passant per la regió, va conèixer la família i va viure amb ells; en marxar, va portar a Roma un dels fills, Llorenç, perquè fes carrera eclesiàstica a la ciutat.
Quan Paciència va morir, Orenci va acompanyar el seu fill Orenci a Tarbes (Gàl·lia), on visqué dedicat a l'agricultura; quan hi va ésser nomenat bisbe d'Auch, el pare va tornar a Osca. En morir en olor de santedat, va ésser sebollit a Loreto, amb la seva esposa.
Se n'expliquen diverses llegendes: que va amansir els vedells fent-los el senyal de la creu, o que un dia un llop va matar un dels vedells, que feia servir per portar el jou i llaurar; el llop, penedit, va venir poc després i es va posar sota el jou, fent coble amb l'altre vedell i ajudant a llaurar el camp.

## Veneració
Es començà a venerar com a pare de Llorenç, sant patró molt venerat a la zona. Sobre el lloc de la granja s'aixecà un santuari dedicat a la família, documentat des del 1102, que amb el temps prengué el nom de la Mare de Déu de Loreto. De fet, el nom de Loreto era anterior i, possiblement, Llorenç, Laurentium, tingui a veure amb el topònim.